# Unbibidi
Gli unbibidi sono elementi chimici metallici non scoperti che partono dal numero atomico 121 (nome sistematico: unbiunio) al 138 (nome sistematico: untrioctio). La serie degli unbibidi è stata predetta seguendo la serie dei transattinoidi e posta sotto di essa nella tavola periodica degli elementi estesa. Dal momento che non sono stati creati atomi di questi elementi, non è possibile prevedere in che stato fisico si presenterebbero.

## Elementi
| Numero atomico | Simbolo chimico | Nome        |
| -------------- | --------------- | ----------- |
| 121            | Ubu             | Unbiunio    |
| 122            | Ubb             | Unbibio     |
| 123            | Ubt             | Unbitrio    |
| 124            | Ubq             | Unbiquadio  |
| 125            | Ubp             | Unbipentio  |
| 126            | Ubh             | Unbihexio   |
| 127            | Ubs             | Unbiseptio  |
| 128            | Ubo             | Unbioctio   |
| 129            | Ube             | Unbiennio   |
| 130            | Utn             | Untrinilio  |
| 131            | Utu             | Untriunio   |
| 132            | Utb             | Untribio    |
| 133            | Utt             | Untritrio   |
| 134            | Utq             | Untriquadio |
| 135            | Utp             | Untripentio |
| 136            | Uth             | Untrihexio  |
| 137            | Uts             | Untriseptio |
| 138            | Uto             | Untrioctio  |